# Mortier de 270 modèle 1889
Der Mortier de 270 modèle 1889 (deutsch Mörser 270 mm Modell 1889) oder Mortier sur affût G (Mörser auf Lafette G) war ein Geschütz der französischen Küstenartillerie des 19. Jahrhunderts.

## Geschichte

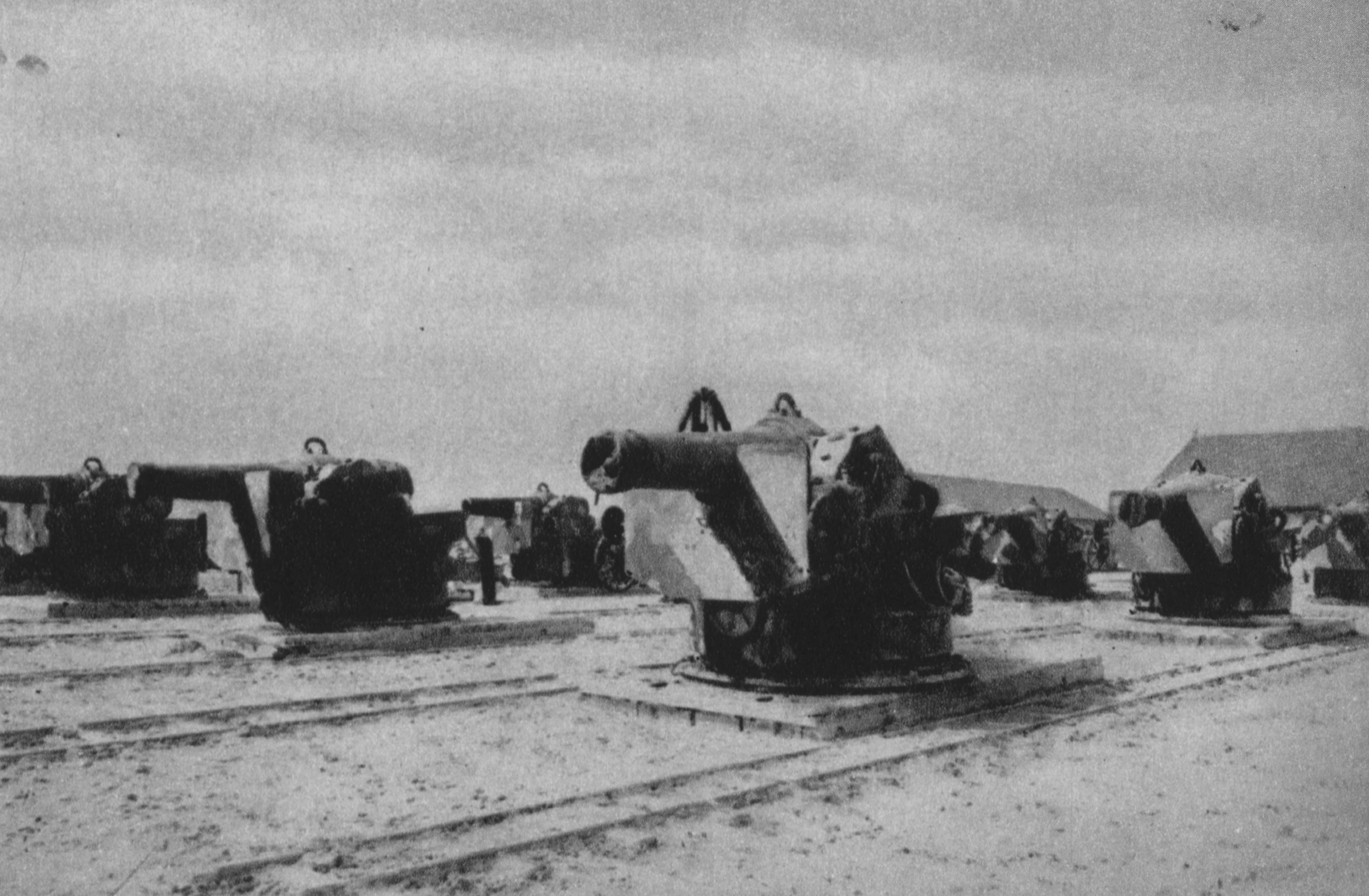
Reservegeschütze (270-mm-Haubitzen) im Lager von Mailly

Im Zuge der Bemühungen die Küstenverteidigung Frankreichs effektiver zu gestalten wurden die „Canon de 270 modèle 1889“ auf ein Drehgestell „Système Vasseur“ gesetzt. Diese war eine Mittelpivotlafette mit einem Seitenrichtbereich von 300°, was sie für den Gebrauch als Küstenartillerie ideal machte. Es war der Nachfolger des Mortier de 270 modèle 1885, der lediglich mit einer verbesserten Lafette versehen worden war, der sogenannten „Lafette G“. Der Rohrrücklauf erfolgte über einen Schlitten, in den die Rohrwiege eingesetzt war. Entworfen wurde der Mörser von Charles Valérand Ragon de Bange.
Nach der Invasion Frankreichs während des Zweiten Weltkrieges fand die Wehrmacht noch 24 dieser Mörser in den Reservebeständen der französischen Armee im Lager vom Mailly vor. Sie wurden als „27 cm Küstenmörser 585(f)“ in den Atlantikwall eingebaut. Hier wurden sie 1945 noch erwähnt. Über die Verwendung und den Verbleib ist nichts bekannt.

## Weitere Geschütze mit dem Verschluss des Systems de Bange
- Canon de 80 modèle 1877, 80-mm-Gebirgsgeschütz
- Canon de 90 mm modèle 1877 90-mm-Feldgeschütz (1878);
- Canon de 120 mm L modèle 1878, 120-mm-Belagerungsgeschütz;
- Canon de 155 mm L modèle 1877
- Mortier de Bange de 220, 220-mm-Belagerungsgeschütz (1880);
- Canon de 240 mm modèle 1884, 240-mm-Küsten- und Belagerungsgeschütz (1884);
- Mortier de 270 modèle 1885, 270-mm-Küsten- und Belagerungsgeschütz